# Weiningers Nacht (Film)
Weiningers Nacht ist ein österreichisch-deutsches Filmdrama über die Selbstmord-Nacht des 23-jährigen Philosophen und bekennenden Antisemiten Otto Weininger mit Paulus Manker, der auch Regie führte, in der Titelrolle. Der Film basiert auf dem im Deutschen gleichnamigen Theaterstück (1982, im Original: Soul of a Jew) von Joshua Sobol.

## Handlung
Der Film lässt wie das Theaterstück die letzten Stunden im Leben des antisemitischen, jüdischen Philosophen Otto Weininger Revue passieren, der sich in einem Akt größter Verzweiflung mit einem Schuss in die Brust am 4. Oktober 1903 im Sterbehaus Ludwig van Beethovens das Leben nimmt. Bilder, die einem Zerrspiegel des eigenen Ichs gleichen, treten vor Weningers innerem Auge auf und lassen ihn seine gesamte bisherige Existenz als real erlebten Alptraum erscheinen. Die Szenen skizzieren Weiningers Leben im Rückblick der letzten Sekunden völliger Einsamkeit, im Augenblick des Schusses, im Moment zwischen Leben und Tod.
Da erscheinen Imaginationen zentraler Charaktere seiner Kindheit, sein Vater Leopold und seine Mutter Adelheid, sowie Idole und Konkurrenten der Geisteswelt wie der Begründer der Psychoanalyse Sigmund Freud, der Dramatiker August Strindberg und der Kritiker Paul Julius Möbius. Sie alle werden ihn immer mehr in seiner Absicht, sich das Leben zu nehmen, bestärken. Zeremonienmeister in dieser bizarren Selbstvernichtung-Orgie ist Weiningers Doppelgängerin, die ihm als Frau erscheint. 

## Produktionsnotizen
Weiningers Nacht entstand von Juli bis September 1989 in Wien und wurde dort im Februar 1990 uraufgeführt. Die deutsche Premiere fand am 16. Januar 1992 statt. 

## Kritiken
Auf film.at heißt es: „Nach der erfolgreichen Verkörperung der Titelfigur in Joshua Sobols Theaterstück inszenierte Paulus Manker 1989 auch eine filmische Version des Stoffes. Komprimiert auf seine letzten Lebensstunden, wird die kontroversielle Persönlichkeit Weiningers darin in einer letal endenden Selbstanalyse mit seinem Leben konfrontiert. Manker gelingt dabei eine nahezu perfekte Verbindung von Film und Theater.“

„„Einem ähnlich sinnlich und intellektuell aufregenden, aufklärerischen, fantastischen Film begegnet man selten“.“

Im Lexikon des Internationalen Films ist zu lesen: „Die stark der Bühne verhaftete Inszenierung verschenkt viel von den Möglichkeiten einer filmischen Umsetzung. Als makaber-groteske Analyse des damaligen Zeitgeistes dennoch interessant.“